# أولاد سيدي علي اشطايبة (أولاد سيدي علي اشطايبة - لبراهمة 2)
أولاد سيدي علي اشطايبة هو دُوَّار يقع بجماعة الشلالات، عمالة المحمدية، جهة الدار البيضاء سطات في المملكة المغربية. ينتمي الدوّار لمشيخة أولاد سيدي علي اشطايبة - لبراهمة 2 التي تضم 3 دواوير. يقدر عدد سكانه بـ 1438 نسمة حسب الإحصاء الرسمي للسكان والسكنى لسنة 2004.

## روابط خارجية
- البوابة الوطنية للجماعات الترابية
- المندوبية السامية للتخطيط